# 第2次超級機器人大戰OG
《第2次超級機器人大戰OG》是由南夢宮萬代遊戲發售的PlayStation 3用遊戲軟體。簡稱「第2次機戰OG」「第2次OG」「SRWOG2nd」。

## 概要
本作是由《超級機械人大戰系列》作品中登場的原創角色構成的ORIGINAL GENERATION系列作品之一。雖為該系列第3作，但標題並非《超級機械人大戰OG3》。而是將PS2上的前兩作合集《超級機器人大戰OG ORIGINAL GENERATIONS》（下文簡稱：OGS）視為「第1次」，本作則順理成章地成為《「第2次」超級機器人大戰OG》。劇情上則是第2.5作：《超級機械人大戰OG外傳》的延續。
系列中首款PS3上的專用作品，畫面的解像度為系列作以來最高，而且畫質亦是HD級別。另外在戰鬥場面方面，以前機體及背景都是2D的，到本作背景變為用3D描繪，必殺技時更會有特別的動態視點。另外，《OGS》《OG外傳》中登場機體的戰鬥場面在本作高解像度的運用下得以提高，一些戰鬥場面的戰鬥動畫亦有重新設計。
新參戰有《超級機械人大戰D》、《REAL ROBOT REGIMENT》，前作《OG外傳》中有客串演出的《超級機械人大戰MX》的角色及機體亦確認了登場。另外，故事上亦包含了DC戰爭系列的《超級機器人大戰EX》、《第4次超級機器人大戰》、《超級機器人大戰F》、α系列的《第2次超級機械人大戰α》。
原本預定發售日期為2011年9月29日，但在同年7月12日發表了無限期發售延期的公告，至2012年5月31日才表示將預定於2012年冬季發售。於2012年8月9日公佈預定發售日期為同年11月29日。
台灣萬代南夢宮夥伴宣布，為配合本作的發售，舉辦該作製作人寺田貴信親筆簽名板贈獎活動，並且公告贈獎的活動辦法。總計抽出140位得獎者。

## 封面登場機體
- 超軍神（第2次超級機械人大戰α）
- 奧瑟賽達（駿馬模式）（超級機械人大戰ORIGINAL GENERATION2）
- 雷鳳（第3次超級機械人大戰α 終焉的銀河）
- 賽貝拉斯（超級機械人大戰MX）
- 繼魂者（REAL ROBOT REGIMENT）
- 空之騎士（超級機械人大戰D）
- 賽巴斯塔（魔装機神 THE LORD OF ELEMENTAL）
- 古鐵巨人（超級機械人大戰COMPACT2）
- 純白騎士（超級機械人大戰COMPACT2）

## 註解
1. ↑  簡稱「OG」，中文地區坊間有譯作「原創世紀」。
2. ↑  Game Boy Advance上發售的《超級機械人大戰OG》及《超級機器人大戰OG2》合併後在PlayStation 2上的重製作品。
3. ↑  機體為2D，背景為3D的組合自《超級機械人大戰64》以來已大概12年沒採用了。

## 來源
1. ↑  [.   [2011-07-12]. （原始内容存档于2021-01-26）. ]
2. ↑  [.   [2011-07-12]. （原始内容存档于2016-07-31）. ]
3. ↑  . 2012-05-31  [2012-05-31].
4. ↑  [.   [2012-08-09]. （原始内容存档于2021-01-26）. ]
5. ↑  .   [2013-01-27]. （原始内容存档于2017-08-04）.

## 外部連結
- 第2次超級機械人大戰OG 官方網站 （页面存档备份，存于）